# Embalse de Erinle
El embalse de Erinle, renombrado recientemente como embalse de Owalla, se encuentra en el río Erinle, a poca distancia de su desembocadura en el río Oshun. La presa se construyó en 1989 sobre una más antigua, la de Ede, construida en 1954, para ampliar su capacidad. Se encuentra junto a la localidad de Ede, al sudoeste de Osogbo.

## Características
La nueva presa de Erinle es operada por la Osun State Water Corporation de Nigeria, que gestiona un embalse que se extiende a lo largo de casi 12 km y tiene una capacidad de 94 hm3, con un vertido máximo de 800 m3 de agua por segundo. La presa se halla a unos 335 m sobre el nivel del mar y tiene una cresta de 700 m, con una altura máxima de 27 m. Esta presa forma parte del Oshogbo Ede Water Expansion Scheme que tiene como fin prevenir las inundaciones durante la época de las lluvias y mejorar el abastecimiento de agua potable en las localidades de Oshogbo,  Ede,  Ife,  Gbongan,  Erin-Osun,  Ilobu  e  Ifon, además de otros pueblos y comunidades rurales en Osun Centra, Osun Oeste y el área de Ife en el estado de Osun.